# Geschiedenis van Doetinchem

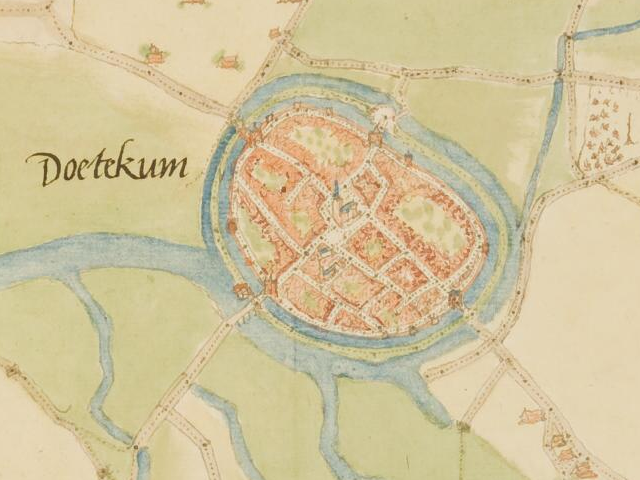
Vroegst bekende plattegrond van Doetinchem, door Jacob van Deventer.

Dit is een pagina over de Geschiedenis van Doetinchem.

## Inleiding
Uit archeologisch onderzoek blijkt dat er op het gebied van de huidige stad Doetinchem al meer dan 11.000 jaar mensen leven. Bij opgravingen zijn schedels, aardewerkscherven en vuurstenen pijlpunten uit de prehistorie gevonden. Hoewel al vanaf ca. 9000 v.Chr. af en toe jagers-verzamelaars in de regio woonden ontstond de eerste permanente bewoning van sedentaire boeren in de vroege bronstijd (1700 v.Chr. - 1500 v.Chr.).
Bij de bouw van de wijk Overstegen zijn er verschillende vuurstenen pijlpunten en wikkeldraadscherven gevonden. Andere archeologische vondsten zijn twee bronzen voorwerpen; een bronzen beiteltje (uit de vroege- of late bronstijd, gevonden bij de Wrange) en een bronzen kokerbijl (uit de late bronstijd, gevonden langs de Ouden IJssel).
Uit andere opgravingen is gebleken dat ten tijde van het Romeinse Rijk in ieder geval sprake is geweest van bewoning. Zo zijn er bijvoorbeeld Romeinse munten gevonden. Na de Romeinse tijd zijn deze bewoners echter weer weg getrokken. Vondsten van nederzettingen uit de Merovingische tijd ontbreken. Pas in de Karolingische tijd werd de directe omgeving van Doetinchem weer bewoond. Het vermoeden is dat de stad zelf ontstaan is op de plaats van een rond 800 gestichte domeinhof van een Frankisch gezinde graaf. In elk geval was er voor 838 al een kerkje.

## Eerste tekenen van een nederzetting
In de vroege middeleeuwen hadden de Franken er dus een kleine nederzetting, vermoedelijk een domeinhof. De oudste vermelding van de naam Doetinchem dateert uit 838 als villa Duetinghem. In de oorkonde van de bisschop van Utrecht (Albericus) werd bekendgemaakt dat gouwgraaf Rodgarius de kerk van villa Duetinghem met alle onderhorigen aan de Sint Maartenskerk (de voorloper van de Dom) in Utrecht schenkt. De naam komt waarschijnlijk voort uit Doete-ing-heem, wat 'woonplaats van de afstammelingen/lieden van Doete' betekent. In de periode na 838 werd Deutinkem met een kerk ten geschenke gegeven aan de toenmalige bisschop van Utrecht. Andere namen die in de loop van de tijd gebruikt werden, waren Duttichem, Duichingen, Dotekom en Deutekom.

## Stadsrechten en ommuring

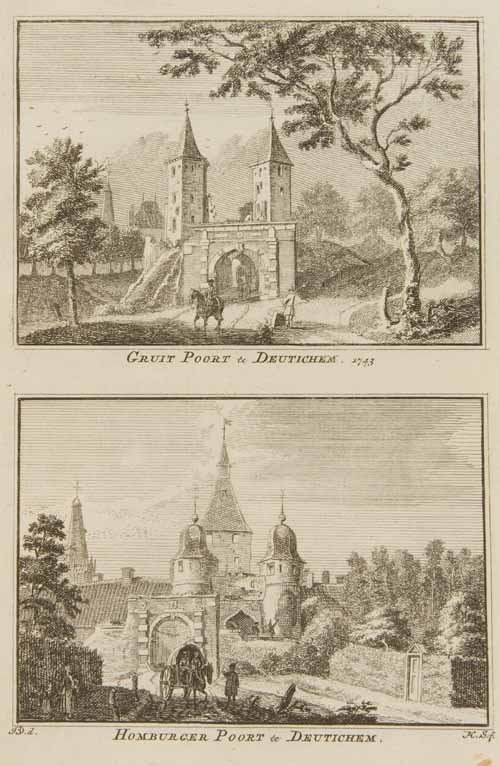
De Grutpoort (ook wel Gruitpoort) en Hamburgerpoort door Jan de Beijer en Hendrik Spilman.

Lange tijd bleef Doetinchem een kleine plaats. Rond 1200 begon Doetinchem te groeien, mede door de gunstige ligging aan de Oude IJssel. Er werd een omwalling met gracht aangelegd. Er waren in de omwalling vier poorten die aanvankelijk eenvoudig zullen zijn geweest, van hout. In 1236 kreeg Doetinchem stadsrechten van graaf Otto II van Gelre van Zutphen. Later werden de poorten vervangen door bakstenen poorten. Waar nu de oude ophaalbrug over de Oude IJssel ligt, lag vroeger ook al een brug. Voor deze brug stond de kleinste van de vier Doetinchemse stadspoorten: de Waterpoort. Aan het eind van de Heezenstraat stond de Heezenpoort. Door deze poort werden de ter dood veroordeelde misdadigers naar de galg gebracht. De galg stond ongeveer op de hoek van de huidige Van Nispenstraat met de huidige Dr. Huber Noodtstraat.
Van de Hamburgerpoort is bekend dat deze aan het eind van de Hamburgerstraat stond en in 1302 gebouwd is. De monniken van klooster Bethlehem bij Gaanderen hebben meegewerkt aan de bouw van deze poort. Ook aan het eind van de Grutstraat heeft een poort gestaan: de Grutpoort (ook wel Gruitpoort). Om de stadsmuur heen lag een smalle gracht met daaromheen een wal. De Walmolen staat op een restant van deze wal. Doetinchem moest - net als veel andere steden in het oosten - als grensstad functioneren en mocht niet uitbreiden, al is Doetinchem nooit een vestingstad geweest, zoals Bredevoort, Doesburg en Zutphen. Pas in de 19e eeuw verviel de wettelijke bepaling die uitbreiding onmogelijk maakte.
Doetinchem werd belangrijk als handelsplaats voor boeren die hun koopwaar op de plaatselijke markt kwamen verkopen. Deze markt werd gehouden op het Simonsplein en tot aan de Tweede Wereldoorlog bleef deze bestaan.

## Stadsbrand
Doetinchem werd aan het eind van de Middeleeuwen regelmatig getroffen door branden (bijvoorbeeld in 1414). Bij de grootste brand, veroorzaakt door een bakker die vlas in zijn oven wilde drogen, is nagenoeg de gehele binnenstad, inclusief het stadsarchief, de Catharinakerk en het raadhuis, in vlammen opgegaan. Bij deze brand gingen daarnaast de stedelijke privilegebrieven, en zilveren schenkkannen verloren.
Om het herstel te bevorderen kwam Hertog Karel van Gelre de bewoners tegemoet door de bewoners van de getroffen huizen een jaar lang geen rente te laten betalen, en de komende elf jaar slechts de helft. Samen met zijn gemalin en de stad Zutphen schonk hij nieuwe glasramen voor in het herstelde Raadhuis. In een document vlak na de brand stond:
Anno duesent vifhondert soven und twintich up den goede fridagh voir Paschen ometrindtt twelff ure tho vurmiddage vorbrande die stadt van Doetinchem so jammerlick mit kerck und idt gantzemestendell.

## Tijdens de Verenigde Nederlanden
Tijdens de Tachtigjarige Oorlog is Doetinchem belegerd en bezet geweest door Spaanse, Kleefse, Bergse, Franse, Münsterse, Bourgondische en Staatse troepen. In 1572 is de stad zelfs zes keer achter elkaar ingenomen. In 1572 werd de stad in opdracht van Willem IV van den Bergh als onderdeel van Oranjes tweede invasie voor de Staatsen ingenomen. Op 18 oktober kwam Van Rossum in naam van de Filips II van Spanje de stad hernemen. Willem van Oranje heroverde de stad weer op 22 oktober. Don Frederik nam op 26 oktober de stad weer in voor Spanje. De stad bleef tot halverwege 1579 in Spaanse handen, totdat Maarten Schenk van Nydeggen de stad weer innam op 9 juli dat jaar. Drie dagen later werd de stad echter weer ingenomen door gewapende burgers uit Zutphen, Deventer, en Doesburg onder leiding van baron Van Curtsbach. Op 8 december 1598 gaf de stad zich over aan Francesco de Mendoza. In 1599 kwam de stad voorgoed in Staatse handen door de inname door Willem Lodewijk van Nassau-Dillenburg De stad heeft hierdoor flink geleden, en hield zich daarna neutraal. Dit betekende dat ze en contributie aan Spanje én de Republiek moest betalen. Ook de verdedigingswerken (stadsmuur en -poorten) werden niet meer onderhouden, waardoor de stad gemakkelijk weer veroverd kan worden door Franse troepen. Na deze oorlog hoorde de stad bij het Graafschap Zutphen. Doetinchem functioneerde als grensstad: Zevenaar en Wehl waren toen nog Kleefs. In 1672 is de stadsmuur grotendeels afgebroken.

## De Franse tijd

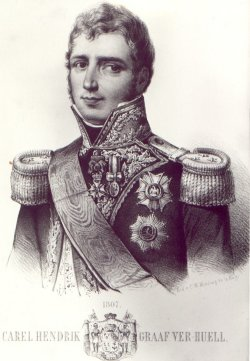
Carel Hendrik Ver Huell

Aan het begin van de Franse tijd werd Doetinchem tussen 25 november 1794 en begin februari 1795 voor korte tijd bezet door troepen uit Hannover en Engeland. Zij weken toen de Fransen kwamen, welke drastische hervormingen invoerden. Vooral op het gebied van belastingheffing, politiek en strafrecht. Er werd tevens een Frans garnizoen gelegerd in de daarvoor speciaal gebouwde kazerne.
De Doetinchemse handel met de rest van het land kreeg een kleine opleving door het invoeren van het continentaal stelsel. De bevolking bereikte een omvang van ongeveer 1.600 mensen die vooral in de landbouw werkten. Op gebied van onderwijs veranderde er ook een aantal zaken. Zo werden er een bewaarschool en kostschool opgericht. De oude verwaarloosde Franse school werd gesloten en er werd een nieuwe opgericht. Het bestuur van de stad werd in de periode drie keer veranderd, waarbij er in 1802 verkiezingen plaatsvonden waarbij de welgestelden mochten stemmen.
De Doetinchemse marineofficier en burgemeester Carel Hendrik Ver Huell werkte in de Franse tijd als admiraal voor Napoleon en speelde een rol bij de benoeming van Lodewijk Napoleon. In deze tijd werd Doetinchem ook getroffen door verschillende overstromingen, koning Lodewijk Napoleon kwam de stad met persoonlijke hulp tegemoet toen de brug over de Oude IJssel werd weggevaagd.
Tussen 19 november 1813 en 15 januari 1814 trokken ongeveer 17.000 Pruisen en Kozakken door de stad. Vooral deze laatste groep richtte veel schade aan in de Graafschap. De stad werd door al deze troepen zeer belast aangezien de kazerne slechts aan 100 man onderdak kon bieden. Hierna heeft Doetinchem echter nauwelijks meer last gehad van de Napoleontische oorlogen.
Doetinchem maakte na de samenvoeging met Frankrijk deel uit van het arrondissement Zutphen. Dat op haar beurt weer onder het departement Yssel-Supérieur viel. Na deze tijd werd Doetinchem deel van de nieuw gevormde provincie Gelderland.

## Tot de Tweede Wereldoorlog

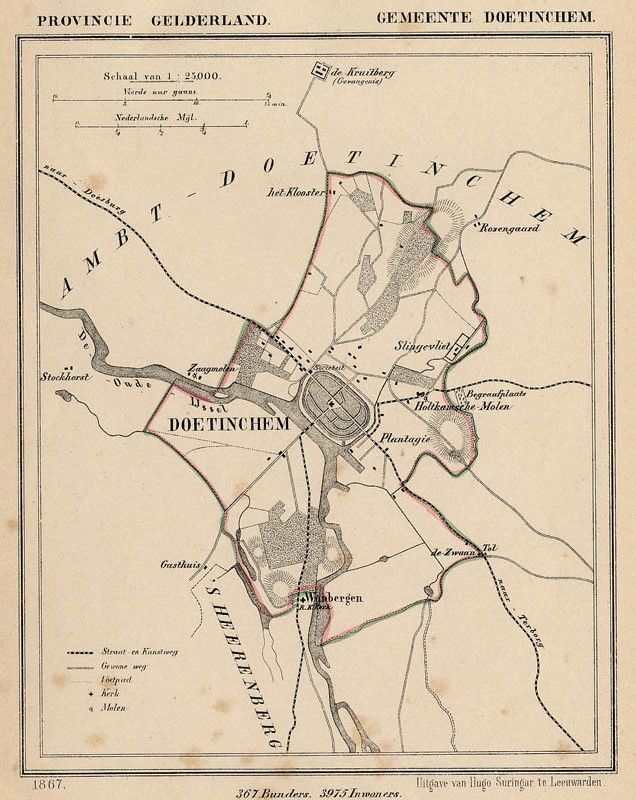
Kuyperkaart Doetinchem Stad (1866)

Na de Franse tijd bereikte Doetinchem zijn glorietijd, waarin de economie bloeide. In de tweede helft van de 19e eeuw verdwenen de stadspoorten en werd een groot deel van de stadswal weggehaald. In het begin van de 20e eeuw had de stad te lijden onder een afnemende groei en bloei. Doetinchem was in die periode verdeeld in de gemeenten Stad- en Ambt-Doetinchem. Ambt Doetinchem bestond uit landbouwgebieden.
In 1881 kwam de stoomtram in Doetinchem. De Geldersche Stoomtramweg Maatschappij exploiteerde de eerste lijn Arnhem - Dieren - Doetinchem - Terborg - Anholt. De Tramweg Maatschappij Zutphen-Emmerik startte in 1907 een tramdienst vanuit Zutphen (later verlengd naar Deventer) via Doetinchem en 's-Heerenberg naar Emmerik. De trammaatschappijen, later samengegaan in de Gelderse Tramwegen, waren in Doetinchem gevestigd. Begin jaren 50 van de 20e eeuw zijn de tramlijnen verdwenen en vervangen door transport over de weg.
In 1885 werd Doetinchem aangesloten op het spoorwegnet. De Geldersch-Overijsselsche Lokaalspoorweg-Maatschappij opende in dat jaar de verbindingen Winterswijk - Doetinchem - Zevenaar en Doetinchem - Hengelo/Enschede. De laatste spoorlijn is in 1937 opgeheven.
In 1935 werd een nieuwe katholieke kerk (Onze lieve Vrouwekerk) gebouwd aan het Pasplein. Ook werd de brug over de Oude IJssel vernieuwd.

## Tweede Wereldoorlog

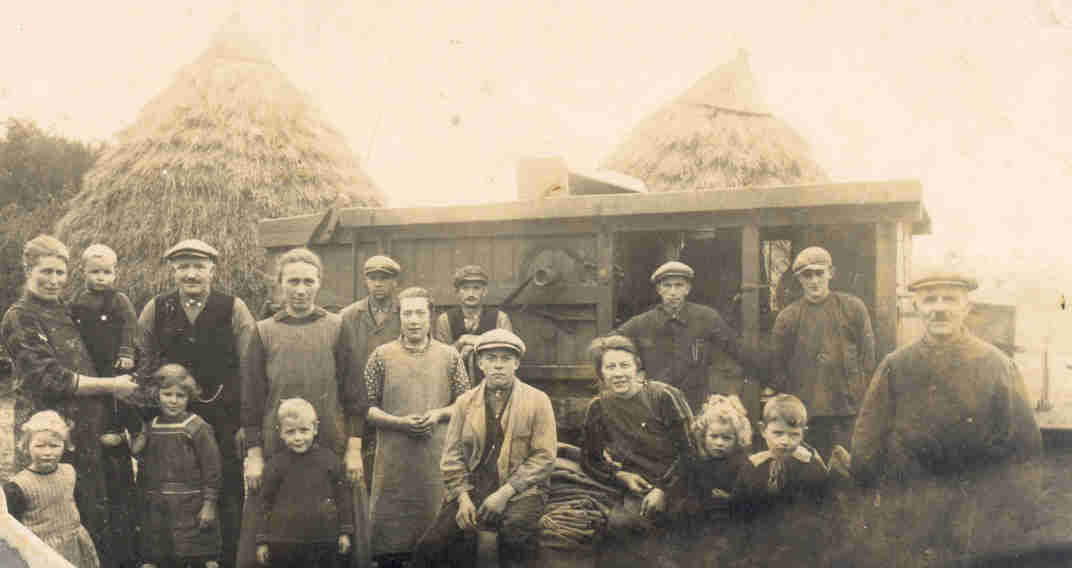
De familie Lovink poserend op de plek waar nu de Calslaan is

Aan het begin van de Tweede Wereldoorlog werd de brug over de Oude IJssel opgeblazen door het Nederlandse leger, om de Duitse opmars te vertragen, en zodoende meer tijd te hebben om de IJssellinie klaar te maken. Tijdens de oorlog was er slechts een kleine Duitse bezettingsmacht gelegerd. Bij wijze van represaillemaatregel werden enkele gevangenen geëxecuteerd omdat bij het Veluwse plaatsje Putten een aanslag door het Nederlandse verzet was gepleegd. Ook werd het pand Bouchina gebruikt om enkele Nederlandse Joden, die speciale bescherming genoten van de NSB, te interneren.
Toen het Duitse leger steeds meer teruggedreven werd door de geallieerden, werden er door de Duitsers zestien gijzelaars genomen. Deze zouden vrijgelaten worden als er voor elke gijzelaar 100 mannen zouden gaan werken voor de Duitsers. Zodoende hebben er nabij Giesbeek 1600 Doetinchemse mannen aan loopgraven gewerkt, die echter nooit in gebruik zijn genomen.
Aan het eind van de oorlog kreeg de stad de waarschijnlijk grootste klap uit haar geschiedenis. Overdag op 19, 21 en 23 maart 1945 bombardeerden Britse vliegtuigen per ongeluk het historische centrum van de stad. Eigenlijke doelen waren de plaatsen Isselburg en Anholt die, door de vergelijkbare ligging aan de Oude IJssel, werden verward met Doetinchem. De binnenstad werd hierdoor voor het grootste deel verwoest. Dit heeft gezorgd voor een mix van oude en nieuwe architectuur, waarbij de laatste de overhand heeft.

## Nieuwste geschiedenis
Na de Tweede Wereldoorlog ging het de stad voor de wind. Doetinchem groeide snel en er kwamen diverse nieuwe woonwijken en industrieterreinen. De belangrijkste uitbreiding kwam tot stand met de nieuwe wijk De Huet. Uiteindelijk werd de stad zelfs groter dan de nabij gelegen steden als Doesburg, Winterswijk en Zutphen. Tegenwoordig kent Doetinchem nog wel enige stadsuitbreiding, maar op een kleinere schaal dan voorheen. Vanwege het teruglopende bevolkingsaantal in de Achterhoek is er minder behoefte aan grote nieuwbouwwijken. Er worden nog wel enkele kleinere nieuwbouwplannen uitgevoerd, zoals Het LooKwartier en Wijnbergen. De geplande uitbreiding aan de noordzijde, in het Zelhemse Broek, is voor de nabije toekomst niet meer voorzien. Voor de toekomst is er het Masterplan Schil gelanceerd, dat ervoor moet zorgen dat ook in de toekomst Doetinchem haar centrumpositie in de Achterhoek behoudt.